# Vlag van Baard

Vlag van Baard

De vlag van Baard is de dorpsvlag van het Nederlandse dorp Baard, in de Friese gemeente Leeuwarden. De vlag werd in 1999 aangenomen en in 2001 geregistreerd. Het ontwerp van de vlag is van de hand van J.C. Terluin en R.J. Broersma.

## Beschrijving
De beschrijving van de vlag is als volgt:
Vijf banen volgens de broekdiagonaal blauw en rood; op de derde baan twee zespuntige gele sterren, gelijkmatig verdeeld over de baan en geplaatst in de richting.
De kleuren zijn afkomstig van het dorpswapen.

## Symboliek

Blauw veld: ontleend aan het wapen van Baarderadeel, de gemeente waar Baard eertijds het hoofddorp van was.
- Rood veld: overgenomen uit het wapen van de vooraanstaande familie Van Dekema.[3] Deze familie bewoonde eertijds de Dekema State bij het dorp.
- Zespuntige sterren: ook ontleend aan het wapen van Baarderadeel.[3]